# Michail Stasinopoulos
Michael Stasinopoulos (27 de julho de 1903 – 31 de outubro de 2002) foi um político grego. Ocupou o cargo de Presidente da Grécia de 18 de dezembro de 1974 até 19 de junho de 1975.

## Biografia
Ele estudou direito na Universidade Nacional e Kapodistrian de Atenas e recebeu um Ph.D. em Direito em 1934. Em 1937 foi nomeado Professor Associado de Direito Administrativo na Universidade de Atenas e em 1943 tornou-se Professor na Universidade Panteion, onde foi reitor de 1951 a 1958.
De 1951 a 1953, ele foi presidente da Hellenic Broadcasting Corporation. Em 1952, foi Ministro interino do Gabinete do Primeiro-Ministro e Ministro do Trabalho no governo interino de Dimitrios Kiousopoulos e em 1958 foi Ministro da Presidência no governo interino de Konstantinos Georgakopoulos. Em 1929, foi admitido no Conselho de Estado, tendo sido titular no vestibular, tendo exercido as funções de Presidente deste órgão entre 1966 e 1969.
Nas eleições legislativas gregas de 1974, Michail Stasinopoulos tornou-se membro do Parlamento na chapa nacional do partido Nova Democracia . Quando um referendo (8 de dezembro de 1974) estabeleceu a Grécia como uma República, Michail Stasinopoulos foi eleito Presidente da República por maioria no Parlamento Helênico. Ele serviu como Chefe de Estado de 18 de dezembro de 1974 até 19 de julho de 1975, ou seja, até a finalização das novas instituições políticas pela assembleia nacional revisionista por meio da promulgação da nova Constituição da Grécia. Michail Stasinopoulos morreu em 31 de outubro de 2002, aos 99 anos. Desde 8 de fevereiro de 2000, quando o ex- primeiro-ministro da Romênia Ion Gheorghe Maurer morreu até sua própria morte, Stasinopoulos era o ex-chefe de Estado mais velho do mundo.

## Escritos
Michail Stasinopoulos foi um escritor prolífico. Sua obra literária apareceu pela primeira vez na revista "The Muse" (1920-1923). Publicou muitos artigos científicos e obras literárias, bem como traduções de poesia e prosa francesas. Em 1968 foi eleito membro titular da Academia de Atenas e em 1969 e 1970 foi apresentado pelo Presidente do Conselho de Estado da França, René Cassin, como candidato ao Prêmio Nobel da Paz.